# エル・イホ・デル・リスマルク
リスマルク・ジュニア（Lizmark Jr.）のリングネームで知られるファン・カルロス・バニョス（Juan Carlos Baños、1972年10月12日 - ）は、メキシコのプロレスラー。ゲレーロ州アカプルコ出身。
父はアカプルコの青い翼の異名で知られるリスマルク。

## 来歴
父、リスマルクの元でトレーニングを積んで1991年7月1日、メジャー団体であるCMLLにてプロレスラーデビューを果たす。デビュー時はエル・イホ・デル・？として誰の息子であるか伏せていたが、8月16日にリスマルクの息子であることを公表し、リングネームをリスマルク・ジュニアへと変更。
デビュー間もないながらも9月6日にはCMLL年間最大のイベントであるAniversarioに出場。エル・イホ・デル・サント&エル・イホ・デル・ソリタリオと組んでロス・ブラソズ（ブラソ・デ・オロ&ブラソ・デ・プラタ&エル・ブラソ）と対戦して勝利。ロス・ブラソズとの抗争に対し評価を得て、メキシコのプロレス雑誌ボクス・イ・ルチャから最優秀新人賞に選ばれる。
1992年9月、リスマルクと共にもうひとつのメジャー団体であるAAAに移籍。ティニエブラス・ジュニアと組んで活動するも結果を出す事ができずに1994年12月の試合を最後に退団。
1996年7月、CMLLに復帰するが中堅の座へと甘んじ、7月30日の1Dayタッグトーナメントであるトルネオ・デ・パレージャスでリスマルクと組んで決勝までの進出。9月20日のAniversarioにてリスマルク & オリンピコと組んでバスティア・サルバヘ & エル・サタニコ & スコルピオ・ジュニアに勝利した試合以外は大した結果を出す事ができずに1997年1月に退団。
CMLL退団後、1997年2月よりコナンが主宰するインディー団体であるプロモ・アステカ（Promo Azteca）に出場した事がきっかけとなり、5月よりアメリカのメジャー団体であるWCWに参戦。テレビ番組のブランドであるWCWマンデー・ナイトロでジョバーとしての出番が多かったが、1998年にはシルバー・キングとのタッグで活動し、1999年11月に退団した。
2000年6月、CMLLに復帰。30日には復帰早々リスマルクとのタッグでCMLL世界タッグ王座争奪トーナメントにて準決勝まで進出。9月8日にはCMLL世界トリオ王座挑戦権争奪トーナメントにミステル・ヌエブラ&オリンピコと出場して準決勝まで進出するなどタイトルに絡んだ試合に出場。11月21日、日本にて行われたCMLL JAPANに出場するため初来日を果たす。エル・パンテーラ&リスマルクと組んでブラック・ウォリアー&ウルティモ・ゲレーロ&ヴィオレンシアと対戦して勝利した。
2001年よりCMLLと並行してインディー団体であるIWRGに参戦。
2003年7月、日本の団体であるZERO-ONEに参戦。ドス・カラス・ジュニアと組んでOH祭タッグトーナメントに出場。同月13日、2回戦で小川直也 & 藤井克久と対戦するが敗戦した。
2004年10月23日、ハッスルに参戦。ハッスル6にてドス・カラス・ジュニアと組んで出場。高田モンスター軍の一員としてエル・ハテナ・ウノ（El Hatena Uno）、ドス・カラス・ジュニアはエル・ハテナ・ドスとしてコミカルなキャラクターで登場し、ハッスル仮面きん&ハッスル仮面ぎんと対戦するが敗戦した。
2005年、CMLLに入団してきたドス・カラス・ジュニアと共に行動するようになる。7月15日、CMLLのG1 CLIMAXといえる1Dayトーナメント、レジェンダ・デ・アズールに出場して優勝を飾る。8月14日、新日本プロレスのPPV、G1 CLIMAX 2005に初参戦。飯塚高史と対戦して勝利。9月には再び新日本プロレスのGolden Fight Series 2005に参戦し、エル・テハノ・ジュニアとのタッグで出場した。
2006年3月4日、闘龍門MEXICOに参戦。ワンデイトーナメントであるヤマハカップにドス・カラス・ジュニアと組んでエントリーして決勝まで進出するもチャック・パルンボ&ジョニー・スタンボリーと対戦して敗戦し、準優勝に終わった。
2007年より名実共にトップの一員となり、4月11日にはマスカラ・アニョ・ドスミルとのマスカラ・コントラ・カベジェラマッチを制したものの、6月28日にブルー・パンテルとのマスカラ・コントラ・マスカラマッチに敗れた事でマスクを脱いだ。この事象と同時にルードへと転身。相棒であったドス・カラス・ジュニアと抗争を展開し、アベルノやメフィストといったトップルード達と組む事はあってもユニットには属さずに一匹狼として活動。
2008年10月17日、マルコ・コルレオーネとカベジェラ・コントラ・カベジェラマッチを行い敗戦し、髪を剃られる。
2009年9月、CMLLとの契約を破棄して退団。
CMLL退団後、2009年9月にペロス・デル・マールに参戦。エレア・パークの息子であるエル・イホ・デル・エレア・パークの教育係としてタッグを組んでロス・ペロス・デル・マールと対戦。
2010年8月、アメリカのインディー団体であるLLUSA（Lucha Libre USA）に参戦。7日より開始されたLLUSAヘビー級王座争奪トーナメントに出場し、12月12日に行われた4wayエリミネーションマッチによる決勝戦でチャーリー・マリス、マルコ・コルレオーネ、RJブリュワーと対戦して勝利し、王座を戴冠。
2011年1月、IWRGにて行われたコパ・ハイパワーにダミアン666と組んで出場し、決勝まで進出してロス・オフィシャルズ（911&AK47）と対戦して勝利し、優勝を飾った。7月9日にはAAAにてロス・ペロス・デル・マールの一員として参戦。ハロウィン&スーパー・クレイジーと組んでサイコ・サーカスと対戦するが敗戦した。
2012年12月7日、Wrestling In Meridaにてブルー・デーモン・ジュニア & ドクトル・ワグナー・ジュニアと組んで元WWE所属のカリート&チャーリー・ハース&シェルトン・ベンジャミンと対戦するが敗戦。
2014年よりIWRGを主戦場として活動。

## 得意技
ライガーボム
ムーンサルトプレス